# Bosobolo
Bosobolo este un oraș în  provincia Équateur, Republica Democrată Congo. În 2012 avea o populație de 13 242 de locuitori, iar în 2004 avea 11 633.